# Пустинна лястовица
Пустинна лястовица (Ptyonoprogne obsoleta) е вид малка птица от семейство Лястовицови (Hirundinidae).

## Разпространение и местообитание
Видът е разпространен в Северна Африка и Югозападна Азия на изток до Пакистан. Среща се главно в планините, но и на по-ниски височини, особено в скалисти местности и около градове. За разлика от повечето лястовици, тя често може да се види далеч от водата.

## Описание
Тази лястовица има кафяво оперение и достига на дължина до 12 – 13 см.